# Jeleniec (Góry Kamienne)
Jeleniec  – wzniesienie (902 m n.p.m.) w południowo-zachodniej Polsce, w Sudetach Środkowych, w Górach Kamiennych.

## Położenie
Wzniesienie położone jest na południowy wschód od miejscowości Rybnica Leśna, w północno-zachodniej części pasma Gór Suchych, między Przełęczą pod Jeleńcem po zachodniej stronie i wzniesieniem Rogowiec po północno-wschodniej stronie. Jest to góra w kształcie stożka o stromych zboczach z wyraźnie zaznaczoną częścią szczytową. 
Jest to wzniesienie zbudowane ze skał wylewnych - permskich porfirów (trachybazaltów), należących do północnego skrzydła niecki śródsudeckiej. Poniżej szczytu na północno-wschodnim zboczu góry, wzdłuż pieszych szlaków turystycznych na Rogowiec ciekawy zespół skałek.
Wzniesienie w całości porośnięte jest lasem regla dolnego, który stanowi monokultura świerka.
Leży na terenie Parku Krajobrazowego Sudetów Wałbrzyskich.

## Turystyka
Piesze szlaki turystyczne:
- niebieski – prowadzący z Mieroszowa do Wałbrzycha przechodzący przez szczyt.
- żółty – prowadzący południowym zboczem 60 m poniżej szczytu z schroniska Andrzejówka do zamku Rogowiec i dalej.
- czerwony – fragment Głównego Szlaku Sudeckiego prowadzący południowym zboczem 60 m poniżej szczytu z Jedliny do Sokołowska i dalej.